# Liste von Lego-Videospielen
Diese Liste gibt eine Übersicht über die offiziellen Lego-Videospiele.

## Original-Spiele
| Titel                                                                                               | Jahr | Genre                             | Plattformen          | Plattformen                                                              | Plattformen                                 | Plattformen  |
| Titel                                                                                               | Jahr | Genre                             | PC                   | Konsole                                                                  | Handheld                                    | Mobil        |
| --------------------------------------------------------------------------------------------------- | ---- | --------------------------------- | -------------------- | ------------------------------------------------------------------------ | ------------------------------------------- | ------------ |
| Lego Fun to Build                                                                                   | 1995 | Edutainment                       | —                    | Sega Pico                                                                | —                                           | —            |
| Abenteuer auf der Lego Insel (Originaltitel: Lego Island)                                           | 1997 | Action-Adventure                  | Windows              | —                                                                        | —                                           | —            |
| Lego Loco                                                                                           | 1998 | Virtuelle Welt / Zugsimulation    | Windows              | —                                                                        | —                                           | —            |
| Lego Schach (Originaltitel: Lego Chess)                                                             | 1998 | Rundenbasiertes Strategiespiel    | Windows              | —                                                                        | —                                           | —            |
| Lego Creator                                                                                        | 1998 | Simulation                        | Windows              | —                                                                        | —                                           | —            |
| Legoland                                                                                            | 1999 | Simulation                        | Windows              | —                                                                        | —                                           | —            |
| Lego Friends                                                                                        | 1999 | Musik                             | Windows              | —                                                                        | —                                           | —            |
| Lego Racers                                                                                         | 1999 | Rennspiel                         | Windows              | PlayStation, Nintendo 64                                                 | Game Boy Color                              | —            |
| Lego Rock Raiders                                                                                   | 1999 | Echtzeit-Strategie / Action-Game  | Windows              | PlayStation                                                              | —                                           | —            |
| Lego My Style: Preschool                                                                            | 2000 | Edutainment                       | Windows, Mac OS      | —                                                                        | —                                           | —            |
| Lego My Style: Kindergarten                                                                         | 2000 | Edutainment                       | Windows, Mac OS      | —                                                                        | —                                           | —            |
| Lego Alpha Team                                                                                     | 2000 | Puzzle                            | Windows              | —                                                                        | Game Boy Color                              | —            |
| Lego Stunt Rally                                                                                    | 2000 | Rennspiel                         | Windows              | —                                                                        | Game Boy Color                              | —            |
| Lego Creator: Knights' Kingdom                                                                      | 2000 | Simulation                        | Windows              | —                                                                        | —                                           | —            |
| Lego Insel 2: Der Steinbrecher kehrt zurück (Originaltitel: Lego Island 2: The Brickster's Revenge) | 2001 | Action-Adventure                  | Windows              | PlayStation                                                              | Game Boy Color, Game Boy Advance            | —            |
| Lego Racers 2                                                                                       | 2001 | Rennspiel                         | Windows              | PlayStation 2                                                            | Game Boy Advance                            | —            |
| Lego Bionicle                                                                                       | 2001 | Action-Adventure                  | —                    | —                                                                        | Game Boy Advance                            | —            |
| Soccer Mania                                                                                        | 2002 | Sport                             | Windows              | PlayStation 2                                                            | Game Boy Advance                            | —            |
| Island Xtreme Stunts                                                                                | 2002 | Action-Adventure                  | Windows              | PlayStation 2                                                            | Game Boy Advance                            | —            |
| Drome Racers                                                                                        | 2002 | Rennspiel                         | Windows              | PlayStation 2, GameCube, Xbox                                            | Game Boy Advance                            | —            |
| Bionicle: Matoran Adventures                                                                        | 2002 | Jump ’n’ Run                      | —                    | —                                                                        | Game Boy Advance                            | —            |
| Bionicle: The Game                                                                                  | 2003 | Action-Adventure                  | Windows, Mac OS X    | PlayStation 2, GameCube, Xbox                                            | Game Boy Advance                            | —            |
| Lego Knights' Kingdom                                                                               | 2004 | Action-Adventure                  | —                    | —                                                                        | Game Boy Advance                            | —            |
| Bionicle: Maze of Shadows                                                                           | 2005 | Action-Rollenspiel                | —                    | —                                                                        | Game Boy Advance                            | —            |
| Bionicle Heroes                                                                                     | 2006 | Third Person Shooter              | Windows              | PlayStation 2, GameCube, Xbox, Xbox 360, Wii                             | Nintendo DS, Game Boy Advance               | J2ME         |
| Lego Battles                                                                                        | 2009 | Echtzeitstrategie                 | —                    | —                                                                        | Nintendo DS                                 | —            |
| Lego Universe                                                                                       | 2010 | Massively Multiplayer Online Game | Windows, Mac OS X    | —                                                                        | —                                           | —            |
| Lego Ninjago: Das Videospiel                                                                        | 2011 | Echtzeitstrategie                 | —                    | —                                                                        | Nintendo DS                                 | —            |
| Lego City Undercover                                                                                | 2013 | Action-Adventure                  | Windows              | Nintendo Switch, PlayStation 4, Wii U, Xbox One                          | —                                           | —            |
| Lego City Undercover: The Chase Begins                                                              | 2013 | Action-Adventure                  | —                    | —                                                                        | Nintendo 3DS                                | —            |
| Lego Friends                                                                                        | 2013 | Lebenssimulation                  | —                    | —                                                                        | Nintendo DS, Nintendo 3DS                   | Android, iOS |
| Lego Legends of Chima Online                                                                        | 2013 | Massively Multiplayer Online      | Windows              | —                                                                        | —                                           | iOS          |
| Lego Legends of Chima: Laval's Journey                                                              | 2013 | Action-Adventure                  | —                    | —                                                                        | Nintendo DS, Nintendo 3DS, PlayStation Vita | —            |
| Lego Legends of Chima: Speedorz                                                                     | 2013 | Rennspiel                         | —                    | —                                                                        | —                                           | Android, iOS |
| Lego Minifigures Online                                                                             | 2014 | Massively Multiplayer Online      | Windows, OS X, Linux | —                                                                        | —                                           | Android, iOS |
| Lego Ninjago: Nindroids                                                                             | 2014 | Action-Adventure                  | —                    | —                                                                        | Nintendo 3DS, PlayStation Vita              | —            |
| Lego Legends of Chima: Tribe Fighters                                                               | 2015 | Top-down Shooter                  | —                    | —                                                                        | —                                           | Android, iOS |
| Lego Ninjago: Schatten des Ronin                                                                    | 2015 | Action-Adventure                  | —                    | —                                                                        | Nintendo 3DS, PlayStation Vita              | Android, iOS |
| Lego Worlds                                                                                         | 2017 | Sandbox                           | Windows              | Nintendo Switch, PlayStation 4, Xbox One                                 | —                                           | —            |
| The Lego Ninjago Movie Video Game                                                                   | 2017 | Action-Adventure                  | Windows              | Nintendo Switch, PlayStation 4, Xbox One                                 | —                                           | —            |
| Lego Cube                                                                                           | 2018 | Action-Adventure                  | —                    | —                                                                        | —                                           | Android, iOS |
| Lego Builder’s Journey                                                                              | 2019 | Puzzle/Rätsel                     | macOS, Windows       | Nintendo Switch, PlayStation 4, PlayStation 5                            | —                                           | iOS          |
| Lego Bricktales                                                                                     | 2022 | Puzzle/Rätsel                     | macOS, Windows       | Nintendo Switch, PlayStation 4, PlayStation 5                            | —                                           | iOS          |
| Lego 2K Drive                                                                                       | 2023 | Rennspiel                         | Windows              | Nintendo Switch, PlayStation 4, PlayStation 5, Xbox One, Xbox Series X/S | —                                           |              |

## Lizenzierte Rechte
| Titel                                                               | Jahr      | Genre                                  | Plattformen       | Plattformen                                                              | Plattformen                                                       | Plattformen  |
| Titel                                                               | Jahr      | Genre                                  | PC                | Konsole                                                                  | Handheld                                                          | Mobil        |
| ------------------------------------------------------------------- | --------- | -------------------------------------- | ----------------- | ------------------------------------------------------------------------ | ----------------------------------------------------------------- | ------------ |
| Lego Creator: Harry Potter                                          | 2001      | Konstruktion und Management-Simulation | Windows           | —                                                                        | —                                                                 | —            |
| Creator: Harry Potter und die Geheimnisse der Kammer des Schreckens | 2002      | Konstruktion und Management-Simulation | Windows           | —                                                                        | —                                                                 | —            |
| Galidor: Defenders of the Outer Dimension                           | 2002      | Action-Adventure                       | Windows           | PlayStation 2                                                            | Game Boy Advance                                                  | —            |
| Lego Star Wars: Das Videospiel                                      | 2005      | Action-Adventure                       | Windows, Mac OS X | GameCube, PlayStation 2, Xbox                                            | Game Boy Advance                                                  | —            |
| Lego Star Wars II: Die klassische Trilogie                          | 2006      | Action-Adventure                       | Windows, Mac OS X | GameCube, PlayStation 2, Xbox, Xbox 360                                  | Game Boy Advance, Nintendo DS, PlayStation Portable               | —            |
| Lego Star Wars II Mobile                                            | 2006      | Action-Adventure                       | —                 | —                                                                        | —                                                                 | J2ME         |
| Lego Star Wars: Die komplette Saga                                  | 2007      | Action-Adventure                       | Windows, Mac OS X | PlayStation 3, Wii, Xbox 360                                             | Nintendo DS                                                       | Android, iOS |
| Lego Indiana Jones: Die legendären Abenteuer                        | 2008      | Action-Adventure                       | Windows, Mac OS X | PlayStation 2, PlayStation 3, Wii, Xbox 360                              | Nintendo DS, PlayStation Portable                                 | —            |
| Lego Batman: Das Videospiel                                         | 2008      | Action-Adventure                       | Windows, Mac OS X | PlayStation 2, PlayStation 3, Wii, Xbox 360                              | Nintendo DS, PlayStation Portable                                 | —            |
| Lego Rock Band                                                      | 2009      | Rhythmusspiel                          | —                 | PlayStation 3, Wii, Xbox 360                                             | Nintendo DS                                                       | —            |
| Lego Indiana Jones 2: Die neuen Abenteuer                           | 2009      | Action-Adventure                       | Windows, Mac OS X | PlayStation 3, Wii, Xbox 360                                             | Nintendo DS, PlayStation Portable                                 | —            |
| Lego Harry Potter: Die Jahre 1–4                                    | 2010      | Action-Adventure                       | Windows, Mac OS X | PlayStation 3, Wii, Xbox 360                                             | Nintendo DS, PlayStation Portable                                 | Android, iOS |
| Lego Star Wars III: The Clone Wars                                  | 2011      | Action-Adventure                       | Windows, Mac OS X | PlayStation 3, Wii, Xbox 360                                             | Nintendo DS, Nintendo 3DS, PlayStation Portable                   | —            |
| Lego Pirates of the Caribbean: Das Videospiel                       | 2011      | Action-Adventure                       | Windows, Mac OS X | PlayStation 3, Wii, Xbox 360                                             | Nintendo DS, Nintendo 3DS, PlayStation Portable                   | —            |
| Lego Harry Potter: Die Jahre 5–7                                    | 2011      | Action-Adventure                       | Windows, Mac OS X | PlayStation 3, Wii, Xbox 360                                             | Nintendo DS, Nintendo 3DS, PlayStation Portable, PlayStation Vita | Android, iOS |
| Lego Batman 2: DC Super Heroes                                      | 2012      | Action-Adventure                       | Windows, OS X     | PlayStation 3, Wii, Wii U, Xbox 360                                      | Nintendo DS, Nintendo 3DS, PlayStation Vita                       | Android, iOS |
| Lego Der Herr der Ringe                                             | 2012      | Action-Adventure                       | Windows, OS X     | PlayStation 3, Wii, Xbox 360                                             | Nintendo DS, Nintendo 3DS, PlayStation Vita                       | Android, iOS |
| Lego Marvel Super Heroes                                            | 2013      | Action-Adventure                       | Windows, OS X     | Nintendo Switch, PlayStation 3, PlayStation 4, Wii U, Xbox 360, Xbox One | Nintendo DS, Nintendo 3DS, PlayStation Vita                       | Android, iOS |
| The Lego Movie Videogame                                            | 2014      | Action-Adventure                       | Windows, OS X     | PlayStation 3, PlayStation 4, Wii U, Xbox 360, Xbox One                  | Nintendo 3DS, PlayStation Vita                                    | Android, iOS |
| Lego Der Hobbit                                                     | 2014      | Action-Adventure                       | Windows, OS X     | PlayStation 3, PlayStation 4, Wii U, Xbox 360, Xbox One                  | Nintendo 3DS, PlayStation Vita                                    | —            |
| Lego Batman 3: Beyond Gotham                                        | 2014      | Action-Adventure                       | Windows, OS X     | PlayStation 3, PlayStation 4, Wii U, Xbox 360, Xbox One                  | Nintendo 3DS, PlayStation Vita                                    | Android, iOS |
| Lego Star Wars: Microfighters                                       | 2014      | Top-down Shooter                       | —                 | —                                                                        | —                                                                 | Android, iOS |
| Lego Jurassic World                                                 | 2015      | Action-Adventure                       | Windows, OS X     | Nintendo Switch, PlayStation 3, PlayStation 4, Wii U, Xbox 360, Xbox One | Nintendo 3DS, PlayStation Vita                                    | Android, iOS |
| Lego Dimensions                                                     | 2015      | Action-Adventure                       | —                 | PlayStation 3, PlayStation 4, Wii U, Xbox 360, Xbox One                  | —                                                                 | —            |
| Lego Marvel's Avengers                                              | 2016      | Action-Adventure                       | Windows, OS X     | PlayStation 3, PlayStation 4, Wii U, Xbox 360, Xbox One                  | Nintendo 3DS, PlayStation Vita                                    | —            |
| Lego Star Wars: Das Erwachen der Macht                              | 2016      | Action-Adventure                       | Windows, OS X     | PlayStation 3, PlayStation 4, Wii U, Xbox 360, Xbox One                  | Nintendo 3DS, PlayStation Vita                                    | Android, iOS |
| Lego Harry Potter Collection                                        | 2016 2018 | Action-Adventure                       | —                 | PlayStation 4 Nintendo Switch, Xbox One                                  | —                                                                 | —            |
| Lego Marvel Super Heroes 2                                          | 2017      | Action-Adventure                       | Windows, macOS    | Nintendo Switch, PlayStation 4, Xbox One                                 | —                                                                 | —            |
| Lego Die Unglaublichen                                              | 2018      | Action-Adventure                       | Windows           | Nintendo Switch, PlayStation 4, Xbox One                                 | —                                                                 | —            |
| Lego DC Super-Villains                                              | 2018      | Action-Adventure                       | Windows, macOS    | Nintendo Switch, PlayStation 4, Xbox One                                 | —                                                                 | —            |
| The Lego Movie 2 Videogame                                          | 2019      | Action-Adventure                       | Windows, macOS    | Nintendo Switch, PlayStation 4, Xbox One                                 | —                                                                 | —            |
| Lego Star Wars: Die Skywalker Saga                                  | 2022      | Action-Adventure                       | Windows, macOS    | Nintendo Switch, PlayStation 4, PlayStation 5, Xbox One, Xbox Series     | —                                                                 | —            |
| Lego Fortnite                                                       | 2023      | Action-Adventure                       | Windows, macOS    | Nintendo Switch, PlayStation 4, PlayStation 5, Xbox One und Xbox Series  | —                                                                 | Android, iOS |
| Lego Horizon Adventures                                             | 2024      | Action-Adventure                       | Windows           | Nintendo Switch, PlayStation 5                                           | –                                                                 | –            |